# Eberhard Friedrich
Eberhard Friedrich es un prestigioso director de coro y de orquesta alemán nacido en Darmstadt, Alemania. Desde el 2000 es el director del Coro del Festival de Bayreuth.

## Biografía
Eberhard Friedrich nació en la ciudad de Darmstadt, Alemania. Estudió dirección de orquesta con Helmuth Rilling en Fráncfort del Meno. Su primer puesto como director de coro fue en el teatro de Coblenza en 1986. En 1991 ocupó el mismo puesto en el Teatro Estatal de Hesse en Wiesbaden.
Comenzó a trabajar en el Coro del Festival de Bayreuth en 1993 como asistente de Norbert Balatsch, sucediéndole en el año 2000 como titular. Su trabajo ha sido continuista con la excelente labor de sus predecesores, manteniendo la tradición de que dicho coro es el mejor del mundo.
Desde 1998 es director del coro en la Ópera del Estado de Linden. Su grabación del Tannhäuser, con Daniel Barenboim, obtuvo un premio Grammy. En 2004 fue nombrado Coro del Año.
Han trabajado con diversas agrupaciones, como la Academia Internacional Bach de Stuttgart, el coro juvenil de Baden-Württemberg, coros de Cracovia, Tallin, Vilna, Coral Filarmónica de Praga o el Coro de la Radio de Baviera. Dirigió el coro de la Radio de Berlín, el Coro de Cámara RIAS de Países Bajos o los Coros del Colegio Westminster.